# Daniel Biga
Pour les articles homonymes, voir Biga.
Daniel Biga, né le 23 mars 1940 à Nice, est un poète français.

## Parcours artistique
Poète « insoumis », Daniel Biga est un des auteurs emblématiques de ce que l'on a appelé la beat generation française.
En 1975, il a participé avec Claude Pélieu à la Rencontre Internationale de la Contre-Culture organisée à Montréal (Québec) à laquelle ont été également invités Leonard Cohen, Paul Chamberland, William Burroughs, Allen Ginsberg et John Giorno.
Il a obtenu le prix Roberge de l'Académie française pour son premier livre Oiseaux Mohicans, ainsi que le Grand Prix de l'Académie Charles-Cros avec le compositeur Alex Grillo pour la version musicale de son livre L'Afrique est en nous, initialement publié aux éditions l'Amourier.
Il a également collaboré avec certains des artistes les plus singuliers de son temps, tels que Claude Viallat, Ernest Pignon-Ernest, Ben, Bernard Pagès, Ugo Carrega ou encore Daniel Nadaud.
Il a enseigné à l’École supérieure des beaux-arts de Nantes Métropole de 1988 à 2005 et a été président de la maison de la poésie de Nantes de 2001 à 2007. Il vit actuellement à Nice.

## Œuvres
- Dits & médits d'Abed Nil Gai, Editions Unes, 2020
- Il n'y a que la vie, poèmes 1962-2017, Le Castor Astral, 2019
- Babel Bigarrures, Tarabuste Éditeur, 2018
- QUODLIBETs, Edition L'Amourier, 2018
- Octobre, Editions Unes, 2017 (réédition)
- Peaux aiment (avec Rico Roberto) Edition Tipaza, 2016
- Le sentier qui serpente, Tarabuste Éditeur, 2015
- Alimentation générale, Éditions Unes, 2014
- Le petit snack, ill. Robert Groborne, Éditions Unes, 2014
- l'Amour d'Amirat, réédition comprenant également Né nu, Oiseaux Mohicans et Kilroy was here !, le Cherche-Midi Éditeur, 2013
- Bienvenue à l'Athanée, l'Amourier éd., 2012
- Sur la piste des éléments - Patrick Lanneau, Frédérique Nalbandian (avec Sophie Braganti et Ondine Bréaud-Holland), éditions du Centre d'art contemporain du château de Carros, 2012
- Méli-Mémo, suivie d'Arrêts facultatifs, éditions Gros Textes, 2011
- Impasse du progrès, TraumFabriK, 2008
- Le sauvage des quatre chemins, Le Castor Astral, 2007
- L’Apologie de l’Animal, Collodion, 2005
- Dialogues, discours & Cie, Tarabuste Éditeur, 2005
- Le poète ne cotise pas à la sécurité sociale anthologie 1962-2002, éd. Le Castor astral/Écrits des Forges, 2003
- Capitaine des myrtilles, illustrations Kélig Hayel, éd. Le Dé Bleu, 2003
- L’Afrique est en nous, L’Amourier éd., 2002
- Cahier de textes, La belle école, 2001
- Arrêt facultatif, Gros textes, 2001
- Dits d’elle, Cadex éd., 2000
- TOI…, illustrations Leinad Agib, AB, 2000
- Le Chant des Batailles, dessins d'Ernest Pignon-Ernest, L’Amourier éd., 1999*Éloges des joies ordinaires, Wigwam éditions, 1999
- Détache-toi de ton cadavre, Tarabuste Éditeur, 1998
- Ernest Pignon-Ernest : Opéra (dramma giocoso), Le Rectangle, 1998
- La chasse au Haïku, Les éditions du Chat qui tousse, 1998
- Sept Anges, L’Arbre éd., 1997
- Mammifères, L’Amourier éd., 1997
- Carnet des refuges, L’Amourier éd., 1997
- Le bec de la plume, Cadex éd., 1994
- Eclairs entrevus, Tarabuste Éditeur, 1992
- Sur la page chaque jour, entretiens avec Jean-Luc Pouliquen, Z'éditions, 1990
- C’est l’été !, Cadex éd., 1991
- Stations du Chemin, éd. Le Dé Bleu, 1990
- Oc, préface de Yves Rouquette, Les Cahiers de Garlaban, 1989
- L'immigré, atelier Cigogne, 1989
- Bigarrures, éd. Telo Martius, 1986
- Né nu, Le Cherche midi, 1984
- L'Amour d'Amirat, Le Cherche-Midi Éditeur, 1984
- Histoire de l'Air, éd. Papyrus, 1983
- Pas un jour sans une ligne, Fonds École de Nice, 1983
- Moins ivre, éd. revue Aléatoire, 1983
- Esquisses pour un schéma du rivage de l'Amour Total, éditions Saint-Germain-des-Prés, 1975
- Octobre, éd. Pierre-Jean Oswald, 1973
- Kilroy was here !, éd. Saint-Germain-des-Prés, 1972
- Oiseaux Mohicans, éd. Saint-Germain-des-Prés, 1969

Prix Roberge de l’Académie française en 1979